# Ingemar Olsson (företagsledare)
Karl Gunnar Ingemar Olsson, född 1 december 1927 i Annedals församling, Göteborgs och Bohus län, är en svensk företagsledare.

## Biografi
Ingemar Olsson avlade civilingenjörexamen vid Chalmers tekniska högskola 1952 och filosofie kandidatexamen vid Uppsala universitet 1955. Han anställdes 1952 vid Telestyrelsen och arbetade 1962–1968 med projektledning av Saab 37 Viggen vid Saab AB. Han var chef för Robot- och elektroniksektionen vid Saab-Scania 1970–1982, från 1975 tillika direktör. Åren 1983–1998 var han verkställande direktör för Saab Bofors Missile Corporation AB.
Ingemar Olsson invaldes 1981 som ledamot av Kungliga Krigsvetenskapsakademien.